# Faux Accords
Pour plus de détails, voir Fiche technique et Distribution.
Faux Accords est un film français réalisé en 2013 par Paul Vecchiali, sorti en 2014.

## Synopsis
Après la mort de son compagnon, un homme découvre en fouillant l'ordinateur de ce dernier qu'il avait noué une relation virtuelle sur Internet avec un autre homme. Il décide d'imprimer tous les messages...

## Fiche technique
- Titre : Faux Accords
- Réalisation : Paul Vecchiali
- Scénario : Paul Vecchiali
- Photographie : Philippe Bottiglione
- Son : Éric Rozier
- Montage : Vincent Commaret, Victor Toussaint et Paul Vecchiali
- Société de production : Dialectik
- Pays d'origine :  France
- Durée : 70 minutes
- Date de sortie : 18 juin 2014 (en compétition au FIDMarseille)

## Distribution
- Pascal Cervo
- Julien Lucq
- Paul Vecchiali
- Victor Toussaint

## Sélections
- 2014 : FIDMarseille
- 2015 : Zinebi - Festival international du film documentaire et du court métrage de Bilbao
- 2015 : Sevilla Festival de Cine Europeo